# 2MASS J16122895-2159358
2MASS J16122895-2159358 ist ein Objekt der Spektralklasse L1 im Sternbild Skorpion. Es wurde 2008 von Nicolas Lodieu et al. entdeckt.